# Епархия Говернадор-Валадариса

Regional CNBB Leste 2.

Епархия Говернадор-Валадариса.

 Епархия Говернадор-Валадариса  (лат. Dioecesis Valadarensis) — епархия Римско-Католической церкви с центром в городе Говернадор-Валадарис, Бразилия. Епархия Говернадор-Валадариса входит в митрополию Марианы. Кафедральным собором епархии Говернадор-Валадариса является собор Антония Падуанского.

## История
1 февраля 1956 года Римский папа Пий XII выпустил буллу «Rerum usu», которой учредил епархию Говернадор-Валадариса, выделив её из архиепархии Диамантины, епархий Арасуаи и Каратинги.
24 мая 1985 года епархия Говернадор-Валадариса передала часть своей территории в пользу возведения новой епархии Гуаньяйнса.

## Ординарии епархии
- епископ Hermínio Malzone Hugo (29.01.1957 — 7.12.1977);
- епископ José Goncalves Heleno (7.12.1977 — 25.04.2001);
- епископ Werner Franz Siebenbrock (19.12.2001 — 6.03.2014);
- епископ Antônio Carlos Félix (6.03.2014 — по настоящее время).

## Источник
- Annuario Pontificio, Ватикан, 2007